# Mammillaria fittkaui
Mammillaria fittkaui (укр. Мамілярія Фіткау) — сукулентна рослина з роду мамілярія (Mammillaria) родини кактусових (Cactaceae). Декоративна культура.

## Опис
Рослина формує кулясті групи.
| Орган              | Опис |
| Коріння            | |
| Стебло             | циліндричне, до 10 см заввишки, 4-5 см в діаметрі. |
| Епідерміс          | яскраво-зелений до темно-зеленого до сіро-зеленого відтінку. |
| Маміли             | конусоподібні, циліндричні, округлі апікально, без молочного соку. |
| Ареоли             | |
| Аксили             | голі, деякі з щетинками, до 8 мм завдовжки. |
| Центральні колючки | 3—4 (за описом Пілбіма — 4), темно-коричневі, до 9 мм завдовжки, одна нижня колючка вертикальна і з міцним гачком на кінці, інші колючки подібні верхнім радіальним колючкам.                                    |
| Радіальні колючки  | 6—8 (7—9 — за описом Пілбіма), гладкі, рівні, прямі, тонкі, голчасті, білі, іноді з темними коричневими кінцями, завдовжки 5—7 мм.                                                                               |
| Квіти              | білі, до 15 мм завдовжки, 20 мм в діаметрі. За описом Пілбіма квіти білуваті, з блідо-рожевим відтінком і трохи темнішими центральними прожилками, іноді з насиченішим рожевим відтінком, маточка і рильця білі. |
| Бутони             | |
| Зовнішні пелюстки  | |
| Внутрішні пелюстки | |
| Тичинки            | |
| Маточка            | |
| Плоди              | від білого до рожевого відтінку, з рожевим підставою, до 7 мм завдовжки. За описом Пілбіма — плоди блідо-жовтувато-коричневі (або відтінок блідної засмаги), з рожевою основою.                                  |
| Насіння            | від темно-коричневих до чорнуватих. |

## Поширення
Цей вид є ендемічним для Мексики. Ареал зростання — штати Халіско, Ґуанахуато, на висоті близько 1 500 метрів над рівнем моря.
В Халіско росте серед каменів поблизу північного берега озера Чапала в глибоких ущелинах. В Ґуанахуато зустрічається на скелях і пагорбах, за 50 км на південь від Сан-Міґель-де-Альєнде.

## Історія
Цей вид був описаний порівняно недавно, в 1971 році американськими фахівцями з кактусів Глассом і Фостером. Видова назва на честь отця Ханса Вернера Фіткау — німецького католицького священика, який працював в Мексиці з 1960 по 1993 рік і зібрав багато сукулентних рослин, в тому числі й мамілярій.

## Підвиди
Люті окрім типового таксону Mammillaria fittkaui ssp. fittkaui Glass & R.A.Foster у 1995 році звів до рангу підвидів Mammillaria fittkaui ще два таксони Mammillaria fittkaui ssp. limonensis (Repp.) Lüthy і Mammillaria fittkaui subsp. mathildae (Kraehenb. & Krainz) Lüthy, що раніше були описані як окремі види — Mammillaria limonensis Repp. і Mammillaria mathildae Kraehenb. & Krainz, відповідно. Однак у 2002 році Едвард Фредерік Андерсон — член Робочої групи Міжнародної організації з вивчення сукулентних рослин (IOS), колищній її президент у своїй фундаментальній монографії з родини кактусових «The Cactus Family» розглядає Mammillaria limonensis і Mammillaria mathildae як окремі види.

## Утримання в культурі
Цей кактус використовується як декоративний.
Вирощувати його неважко, і початківці кактусоводи легко справляються з культивуванням виду. Важливо надати цій мамілярії більше світла, але при цьому оберігати від занадто яскравого весняного сонця, яке може заподіяти опіки. Кактус розмножується насінням, меншою мірою можна використовувати й відростки, які часто вкорінюються вже на батьківській рослині.
Може кущитися в неправильні форми. Відтінок квіток буває різним, вони можуть бути блідо-рожеві, як морські мушлі, коричнево-рожеві, або іноді, хоча і світлі, але з глибоким, чисто рожевим відтінком.
Мінімальна температура вирощування 4 °C.

## Охоронні заходи
Mammillaria fittkaui входить до Червоного Списку Міжнародного Союзу Охорони Природи видів, з найменшим ризиком (LC). Незважаючи на те що ареал цієї рослини відносно вузький, а субпопуляції досить ізольовані — немає серйохних загроз для цього виду. Чисельність популяцій стабільна.
У Мексиці ця рослина занесена до національного переліку видів, що перебувають під загрозою зникнення, де вона включена до категорії „підлягають особливій охороні“.
Охороняється Конвенцією про міжнародну торгівлю видами дикої фауни і флори, що перебувають під загрозою зникнення (CITES).